# OpenVMS
OpenVMS (Open Virtual Memory System nebo jen VMS), dříve známý jako VAX-11/VMS, nebo neformálně VAX/VMS, je operační systém pro výkonné serverové počítače, které běží na strojích z rodin VAX a Alpha firmy Digital Equipment Corporation (dnes vlastněné firmou Hewlett-Packard) a v poslední době také na počítačích firmy Hewlett-Packard s procesory Intel Itanium. Označení Open odkazuje na otevřený systém, ne tedy na open source software.

## Vlastnosti
OpenVMS je víceúlohový a víceuživatelský operační systém s podporou virtuální paměti. Byl navržen tak, aby mohl pracovat ve třech režimech:
- režim reálného času
- režim dávkového zpracování
- režim transakčního zpracování

Při návrhu byl velký důraz kladen na extrémně vysokou dostupnost systému. Jeden systém může díky clusteringu běžet na několika strojích rozmístěných v geograficky odlehlých oblastech tak, aby dokázal přežít i živelní pohromy. Díky tomu bývá OpenVMS používán bankami, telekomunikačními společnostmi a dalšími institucemi, které vyžadují záruku nepřetržitého provozu. Na rozdíl většiny OS určených pro střediskové počítače poskytuje OpenVMS nejen řádkové příkazové rozhraní s jazykem DCL, ale také grafické uživatelské rozhraní včetně podpory OpenGL. To umožňuje jeho nasazení v profesionálním DTP a CAE.

## Historie hlavních verzí
| 25. října 1977    | V1.0     | První komerční verze                                                              |
| duben 1980        | V2.0     | VAX-11/750                                                                        |
| duben 1982        | V3.0     | VAX-11/730                                                                        |
| září 1984         | V4.0     | VAX 8600 a MicroVMS (pro MicroVAX)                                                |
| duben 1988        | V5.0     | VAX 6000                                                                          |
| listopad 1992     | V1.0     | První verze OpenVMS AXP pro procesory DEC Alpha                                   |
| červen 1993       | V6.0     | VAX 7000 a 10000                                                                  |
| duben/květen 1994 | V6.1     | Sloučení čísel verzí VAX a Alpha AXP                                              |
| leden 1996        | V7.0     | Plná 64bitová adresace na platformě Alpha                                         |
| leden 1997        | V7.1     | Podpora propojení clusteru technologií Memory Channel                             |
| únor 1999         | V7.2     | Architektura OpenVMS Galaxy                                                       |
| duben 2001        | V7.3     | Přidání/odebrání CPU za běhu, Kerberos. Poslední verze pro architekturu VAX       |
| červen 2003       | V8.0     | První oficiální verze pro procesory Itanium                                       |
| srpen 2004        | V8.2     | Sloučení verzí pro Alpha a Itanium                                                |
| září 2006         | V8.3     | Alpha, Itanium podpora dvoujádrových procesorů                                    |
| říjen 2007        | V8.3-1H1 | Ostrá podpora třídy C integrity                                                   |
| červen 2010       | V8.4     | Přidána podpora pro běh jako virtual machine guest pod HPVM, clustery přes TCP/IP |
| červen 2015       | V8.4-1H1 | Přidána podpora pro "Poulson" Itanium procesory                                   |

## GUI systém
OpenVMS používá knihovnu Motif uživatelského rozhraní DECwindows (založený na CDE) umístěnou na vrchní vrstvě OpenVMS X11 window manageru.

## Souborový systém
OpenVMS obsahuje hierarchický souborový systém, nazvaný Files-11. Tento souborový systém podporuje datové proudy i záznamově orientované vstupně/výstupní operace, včetně ACL a verzování souborů. Typické uživatelské a aplikační rozhraní přístupu k souborovému systému je RMS.

## Poslední vývoj
V polovině roku 2014 firma Hewlett-Packard licencovala vývoj OpenVMS exkluzivně firmě VMS Software Inc. (VSI), která je odpovědná za další vývoj OpenVMS, podporu existujícího hardwaru a poskytování cestovní mapy klientům. Firma má tým veteránů, kteří pracovali na vývoji systému ve firmě DEC.